# Motey-sur-Saône
Motey-sur-Saône è un comune francese di 25 abitanti situato nel dipartimento dell'Alta Saona nella regione della Borgogna-Franca Contea.

## Geografia fisica

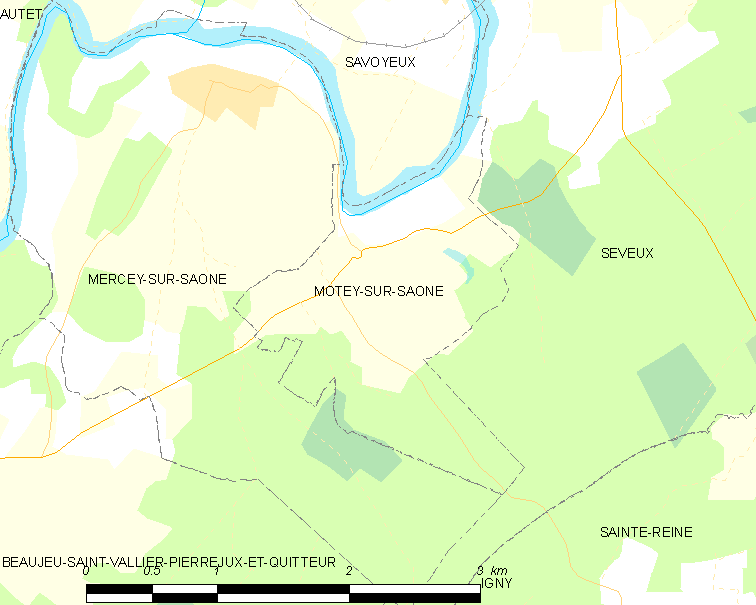
Situazione di Motey-sur-Saône

## Società

### Evoluzione demografica
Abitanti censiti